# Педірка

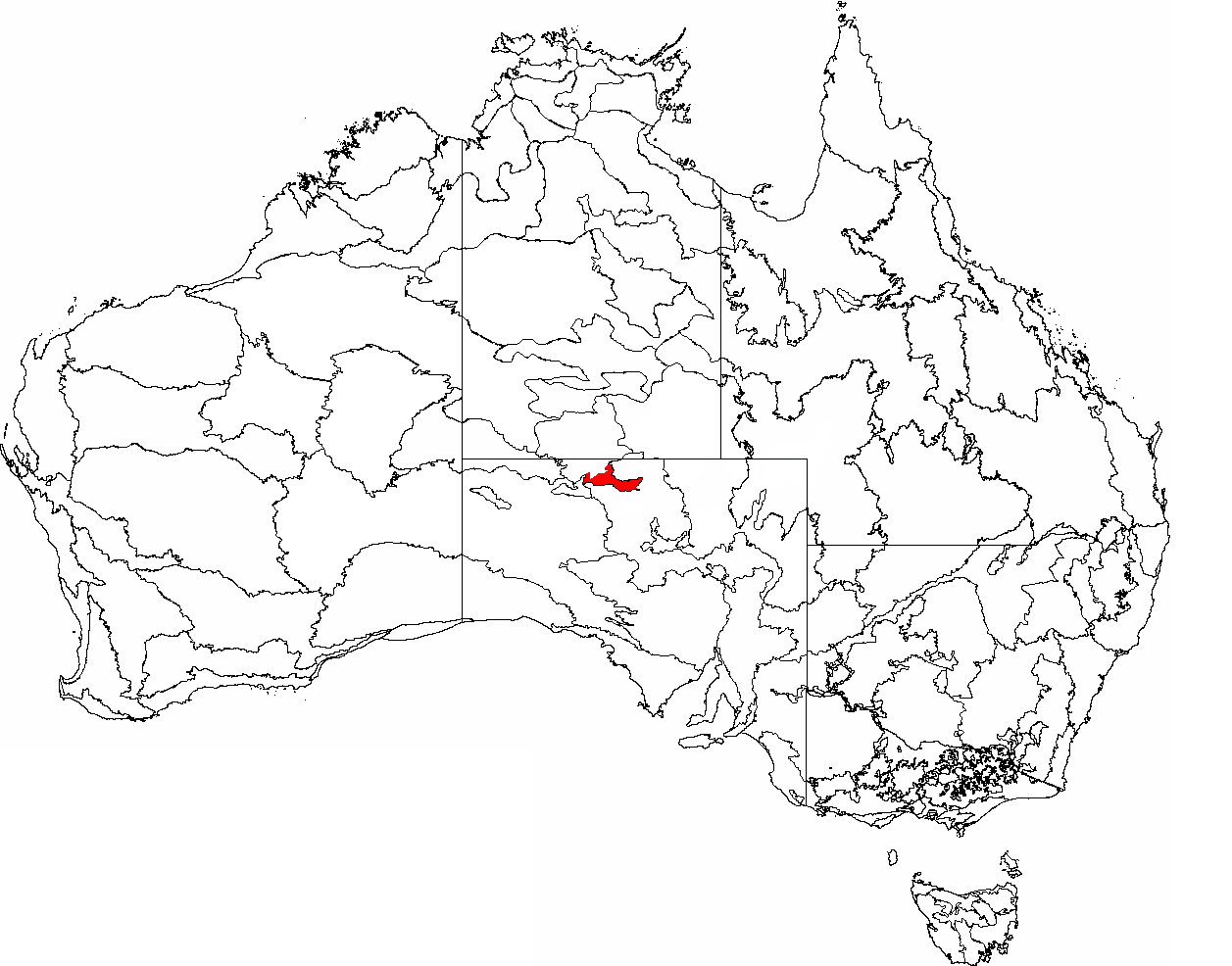
Розташування пустелі Педірка на мапі Австралії

Педірка (англ. Pedirka Desert) — піщана пустеля, розташована в Південній Австралії.
Займає територію площею 1250 км².
Одна з найменших пустель Австралії.